# 完全環
環論という抽象代数学の分野において、左完全環 (left perfect ring) はすべての左加群が射影被覆をもつような環のことである。右完全環も同様に定義される。条件は左右対称でない、つまり、一方の側で完全だがもう一方では完全でないような環が存在する。完全環は (Bass 1960) で導入された。
半完全環 (semiperfect ring) はすべての有限生成左加群が射影被覆をもつような環である。この性質は左右対称的である。

## 完全環

### 定義
左完全環 R の以下の同値な定義は (Anderson,Fuller & 1992, p.315) にある。
- すべての左 R 加群は射影被覆をもつ。
- R/J(R) は半単純加群であり J(R) は左 T-冪零 (left T-nilpotent)（つまり、J(R) の元のすべての無限列に対して、ある n が存在して、最初の n 項の積が 0 である）、ただし J(R) は R のジャコブソン根基である。
- (Bass' Theorem P) R は主右イデアルについて降鎖条件を満たす。（間違っていない。右主イデアルについてのこの条件は環が左完全であることと同値である。）
- すべての平坦左 R-加群は射影加群である。
- R/J(R) は半単純でありすべての 0 でない左 R 加群は極大部分加群を含む。
- R は冪等元の無限直交集合を含まず、すべての 0 でない右 R 加群は極小部分加群を含む。

### 例
- 右あるいは左アルティン環や半準素環は右かつ左完全環であることが知られている。
- 以下は（Bass により）右完全だが左完全でない局所環の例である。F を体とし、F 上の無限次行列からなるある環を考える。

N×N で添え字づけられた成分をもつ無限次行列であって対角線より上には有限個しか零でないようなものがないもの全体の集合をとり、この集合を J と表記する。また、対角線上にすべて 1 が並んだ行列 {\displaystyle I\,} をとり、集合
{\displaystyle R=\{f\cdot I+j\mid f\in F,j\in J\}\,}
を作る。R は単位元をもつ環であり、そのジャコブソン根基は J であることを示すことができる。さらに、R/J は体なので、R は局所環であり、R は右完全だが左完全ではない。 (Lam 2001, pp. 345–346)

### 性質
左完全環 R に対して
- 上記の同値性から、すべての左 R 加群は極大部分加群と射影被覆をもち、平坦左 R 加群は射影左加群と一致する。
- Baerの判定法の類似が射影加群に対しても成り立つ[要出典]。

## 半完全環

### 定義
R を環とする。このとき R は以下の同値な条件のうちいずれでもが成り立てば半完全である。
- R/J(R) は半単純加群であり冪等元は J(R) を法として持ち上がる、ただし J(R) は R のジャコブソン根基。
- R は冪等元の完全直交系 e1, ..., en をもち、各 ei R ei は局所環。
- すべての単純左（右）R-加群は射影被覆をもつ。
- すべての有限生成左（右）R-加群は射影被覆をもつ。
- 有限生成射影 {\displaystyle R}-加群の圏はクルル・シュミット圏である。

### 例
半完全環の例は以下を含む。
- 左（右）完全環
- 局所環
- 左（右）アルティン環
- 有限次元k-代数

### 性質
環 R が半完全であることとすべての単純左R-加群が射影被覆をもつことは同値なので、半完全環に森田同値なすべての環はまた半完全である。